# BMW K1100 LT
La BMW K 1100 LT è un modello di motoveicolo della casa di Monaco di Baviera BMW prodotto negli anni dal 1992 al 1998 in 22.757 esemplari.

## Descrizione
Messa in vendita nel 1992 in sostituzione del modello K 100 LT basata sempre sul classico motore in linea a 4 cilindri a sogliola, la K1100LT poteva beneficiare di tutte le migliorie introdotte con il modello sportivo K1, ovvero la distribuzione a quattro valvole per cilindro e una potenza portata a 100 cavalli (limite oltre al quale, in Germania, era impossibile omologare un motociclo - limite poi eliminato nel 1995). La ciclistica era ripresa anch'essa dalla K1 e prevedeva al retrotreno il sistema Paralever con doppio giunto cardanico.
La sigla LT stava per Luxury Touring. Questo modello era concepito per lunghi viaggi anche autostradali grazie alla presenza di una estesa carenatura, di bauletto posteriore e borse laterali sganciabili per una buona capacità di carico verniciati nel colore della carrozzeria per maggiore eleganza.
Tra equipaggiamento di serie ed optional erano presenti le manopole riscaldabili, la regolazione elettrica in altezza del parabrezza anteriore tramite cursore posizionato dapprima sul cruscotto e poi direttamente sul blocchetto elettrico di sinistra, una strumentazione completata da indicatori del livello carburante e della temperatura del liquido refrigerante.
La presenza di una carrozzeria protettiva così ampia era controproducente nella stagione estiva poiché l'elevata resa termica del propulsore portava ad una notevole emissione di calore.
Erano state anche posizionate delle prese d'aria nella carenatura per ridurre il calore percepito dal guidatore, prese d'aria che erano apribili o chiudibili a seconda della necessità. Questo problema venne risolto con il modello successivo, la K 1200 LT.
Erano inoltre presenti accessori inusuali in campo motociclistico come autoradio con riproduttore di audiocassette con comando posizionato sul blocchetto elettrico di sinistra, prese di corrente ausiliarie, luci di cortesia, luci di emergenza lampeggianti.
Nel campo della sicurezza era da sottolineare la presenza di un sistema di controllo all'avviamento che verificava il funzionamento dell'impianto elettrico, segnalando ogni anomalia, e la presenza dell'impianto frenante con ABS, non ancora molto diffuso in quei tempi, soprattutto nel campo delle due ruote. Negli ultimi modelli il motore era dotato di catalizzatore con sonda lambda.
In quegli anni si doveva confrontare sul mercato europeo soprattutto con i modelli Honda ST1100 Paneuropean, Yamaha FJ 1100 e Kawasaki GTR 1000 dalle caratteristiche abbastanza simili.
La produzione di questo modello continuò, solo con leggeri restyling e con la presentazione del modello SE Special Edition (prodotto solo per un paio d'anni), fino al 1999 quando venne sostituito dal modello K 1200 LT, integralmente rivisto.